# Dešov
Dešov település Csehországban, a Třebíči járásban. Dešov Zálesí, Chvalatice, Bítov, Zblovice, Vysočany, Kostníky, Kojatice, Hornice és Nové Syrovice településekkel határos. Lakosainak száma 471 fő (2024. január 1.).

## Népesség
A település lakosságának változását az alábbi diagram mutatja:
| Lakosok száma | 720  | 736  | 825  | 684  | 529  | 432  | 430  | 424  | 425  | 471  |
|               | 1869 | 1890 | 1921 | 1950 | 1980 | 2001 | 2017 | 2019 | 2022 | 2024 |